# Lawrencega hamiltoni
Lawrencega hamiltoni är en spindeldjursart som beskrevs av Lawrence 1972. Lawrencega hamiltoni ingår i släktet Lawrencega och familjen Melanoblossiidae. Inga underarter finns listade i Catalogue of Life.